# SS-Totenkopfverbände

Totenkopf

SS-Totenkopfverbände (doslova „Jednotky umrlčí lebky“) byla organizace SS odpovědná za správu nacistických koncentračních a vyhlazovacích táborů v rámci Nacistického Německa. Zatímco Totenkopf (lebka) byl univerzálním odznakem čepic SS, tak SS-Totenkopfverbände mimo to nosily odznaky lebky na pravém límci, čímž se odlišovaly od ostatních formací nacistických jednotek Schutzstaffel (SS).
SS-TV původně vznikla v roce 1933 jako samostatná jednotka v rámci SS s vlastními hodnostmi a velitelskou strukturou. Provozovala tábory po celém Německu a později v okupované Evropě. Mezi tábory v Německu patřily Dachau, Bergen-Belsen a Buchenwald; tábory jinde v Evropě zahrnovaly Auschwitz-Birkenau v Německem okupovaném Polsku a Mauthausen v Rakousku mezi mnoha dalšími koncentračními a vyhlazovacími tábory, jejichž správu provázela maximální mlčenlivost. Funkce vyhlazovacích táborů byla genocida; patřily mezi ně Treblinka, Bełżec a Sobibór postavené speciálně pro Operaci Reinhard, stejně jako původní vyhlazovací tábory Chełmno a Majdanek, které byly zřízeny pro hromadné zabíjení, spolu s Osvětimí. Byli zodpovědní za usnadnění toho, co nacisté nazývali Konečné řešení, později známé jako holocaust; spáchané SS v rámci velitelské struktury Říšského hlavního bezpečnostního úřadu, podřízeného Heinrichu Himmlerovi, a Hlavního hospodářského a správního úřadu SS nebo WVHA. 
Po vypuknutí druhé světové války v Evropě vznikla z personálu SS-Totenkopfverbände divize SS Totenkopf, jedna z nejlépe vycvičených a organizovaných jednotek Waffen SS. Brzy si získala pověst brutality a podílela se na válečných zločinech, jako byl masakr v Le Paradis v roce 1940 během pádu Francie. Na východní frontě prováděly masové střílení polských a sovětských civilistů během operace Barbarossa mobilní eskadry Einsatzgruppen a jejich podskupiny Einsatzkommando. Tyto jednotky organizovali Heinrich Himmler a Reinhard Heydrich.

## Historie

### Vznik jednotky
Vznik jednotek Totenkopfverbände je spojen se jménem Theodor Eicke. Byl to muž, který se účastnil tzv. „Noci dlouhých nožů“, za což byl v roce 1934 jmenován Himmlerem inspektorem koncentračních táborů a velitelem strážních jednotek SS, nazvaných Totenkopfverbände. Zpočátku byly tyto jednotky rozděleny do šesti praporů, které střežily šest tehdy existujících koncentračních táborů, a čítaly tři a půl tisíce mužů. Před druhou světovou válkou se počet jejich členů zvedl na dvacet tisíc. Příslušníci Totenkopfverbände museli mít árijský původ, čistý trestní rejstřík, museli mít výšku minimálně 170 cm a dosažený věk 22 let.

### Teror v Polsku

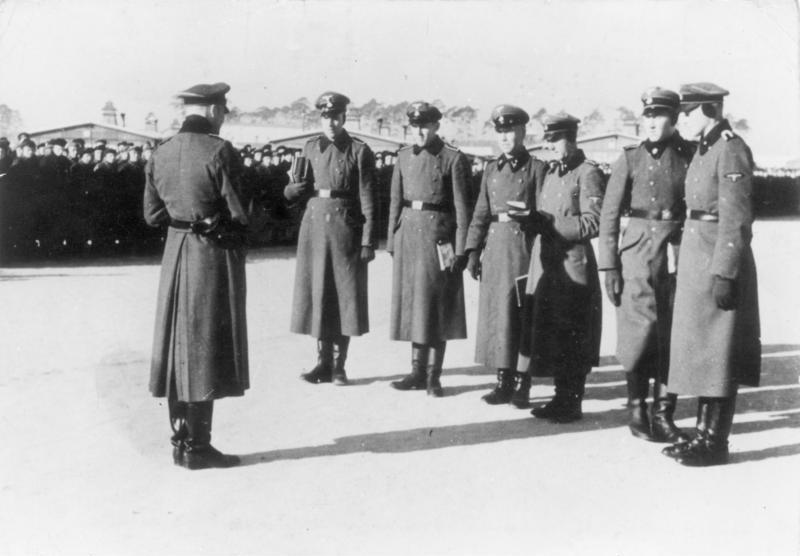
SS-TV Unterscharführer (Blockführer) v táboře Sachsenhausen roku 1936

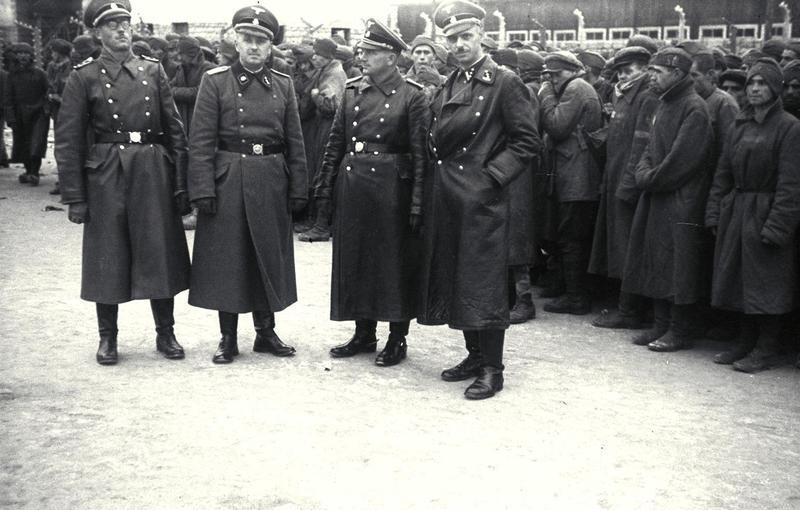
Důstojníci SS-TV a vězni před táborem Mauthausen-Gusen

Roku 1938 bylo rozhodnuto, že jednotky Totenkopfverbände projdou vojenským výcvikem pro splnění „speciálních úkolů.“ Podle nařízení vznikly čtyři pluky – Oberbayern, Brandenburg, Thüringen a Ostmark. 1. září 1939 dostaly pluky Oberbayern, Brandenburg a Thüringen rozkaz k tajnému poslání v Polsku, kterým měla být „očistná a bezpečností opatření“ spočívající v pacifikaci místního obyvatelstva. Příslušníci sboru dle svých hlášení čistili vesnice od „povstalců“, zatkli velký počet „podezřelých živlů“, zastřelili velké množství lidí „při pokusu o útěk“. Ve skutečnosti se jednalo o likvidaci Židů a polské elity. Reinhard Heydrich 27. září 1939 napsal, že masakry přežila pouze tři procenta polské vyšší společnosti. V říjnu roku 1939 schválil Adolf Hitler vznik bojové divize Totenkopf, která se přesunula do Dachau, kde byla zorganizována a vybavena. Z původně strážní jednotky koncentračních táborů vznikla jedna z nejlépe vycvičených bojových divizí Waffen SS.

### Bojová činnost
Během invaze na západ byla již Totenkopf dobře vyzbrojená a organizovaná jednotka. Divize se prvních bojů zúčastnila v Belgii a Francii, kde spáchala na samotě La Paradis masakr, při němž byli postříleni zajatí britští vojáci. Na začátku tažení na východ útočila divize na Litvu a poté na Leningrad. Ten však zůstal nedobyt a Sověti vrhli Němce zpět, přičemž divize Totenkopf zůstala do konce roku obklíčena v Děmjanském kotli. Odtud na jaře 1942 prorazila obklíčení a vedla do podzimu obranné boje. Jelikož měla již 60% ztráty, byla poslána na odpočinek a doplnění do Francie. Počátkem roku 1943 se zúčastnila znovudobytí Charkova, v červenci se zúčastnila bitvy u Kurska. Poté již vedla obranné boje až do roku 1944, kdy byla odeslána k posílení německého útoku na Budapešť. Válku ukončila v Rakousku.